# عبد المالك رحو
عبد المالك راحو هو ملاكم جزائري ولد في 17 مارس 1986.

## انجازاته
تميزت حياته في الملاكمة بحصوله عل الميدالية الذهبية في بطولة الأفريقية في ياوندي في عام 2011 في فئة الوزن المتوسط

## روابط خارجية
- عبد المالك رحو على موقع أوليمبيديا (الإنجليزية)